# Estació d'esquí dels Angles
Els Angles, amb el mateix nom de la comuna on es troba, és una estació d'esquí que pertany a la comarca nord-catalana del Capcir.

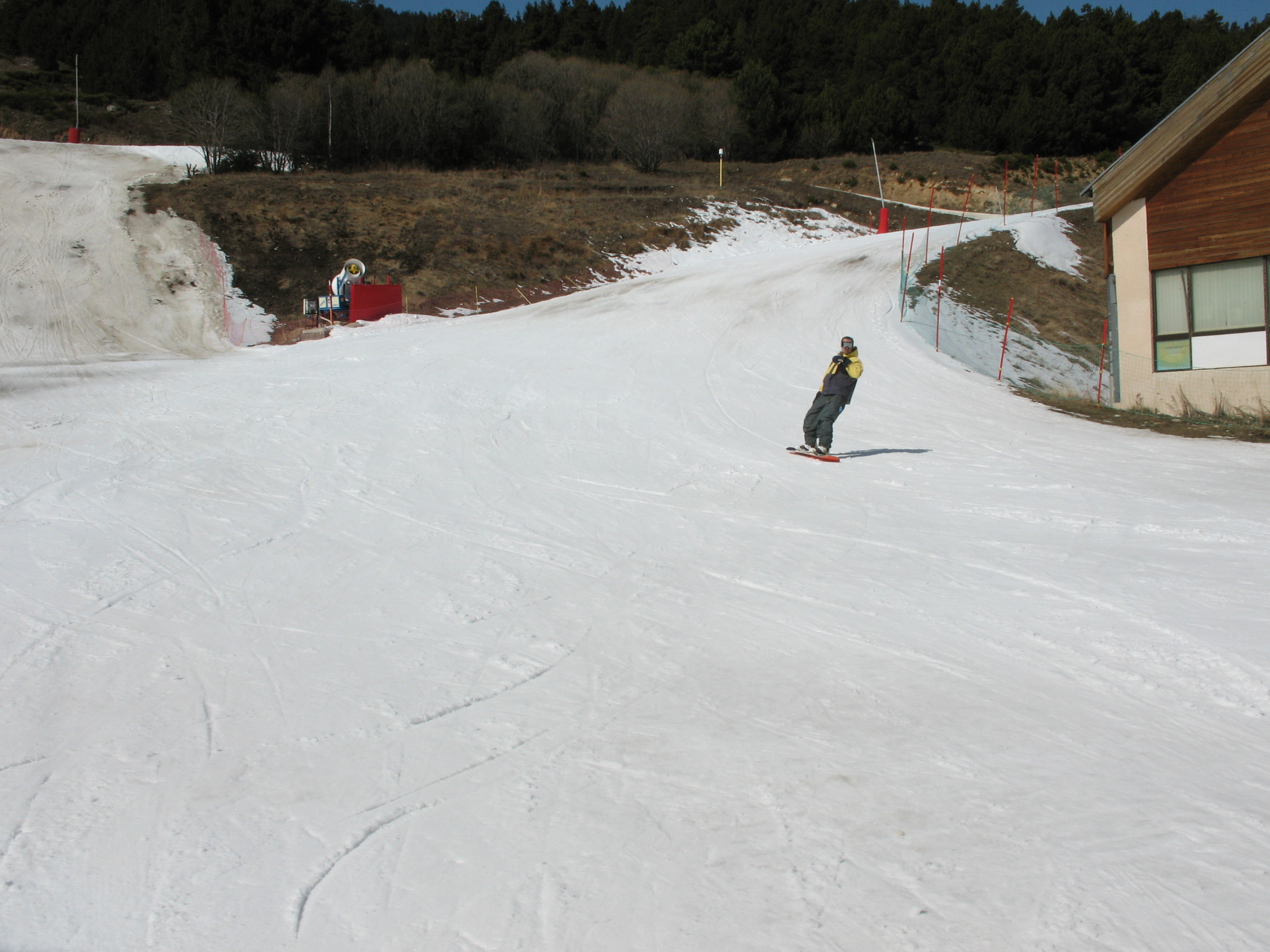
Una pista

Les seves pistes estan situades a les faldes orientals i nord-orientals del Roc d'Aude i del Mont Llaret, entre les cotes 1.650 i 2.370. Disposen, a més, de pistes d'esquí de fons. La xarxa d'innivació artificial es concentra sobretot a les pistes solanes que donen al Pla del Mir i a les pistes de retorn al poble.

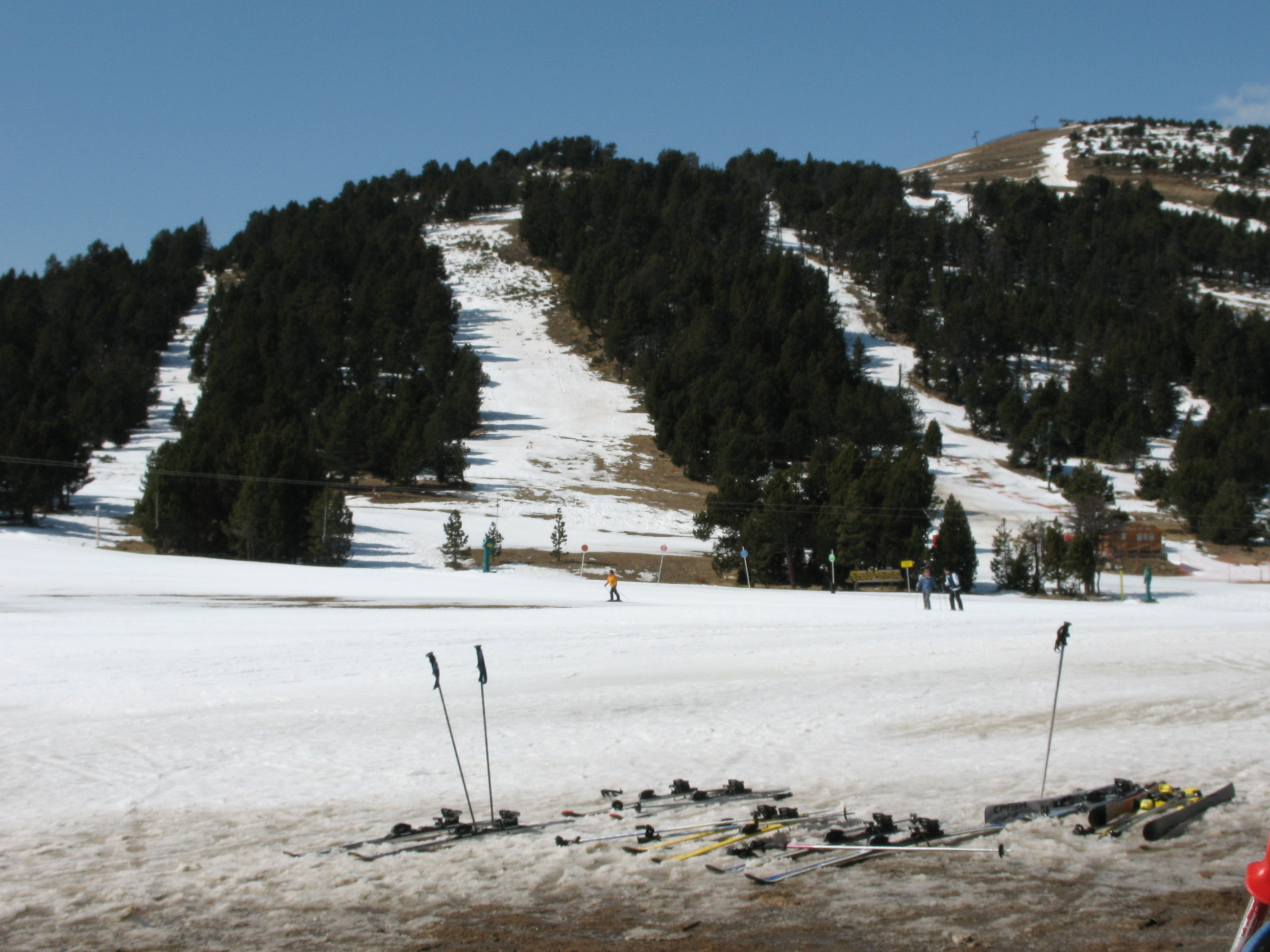
Esplanada

Malgrat ser en el vessant mediterrani, com la resta d'estacions del Capcir, l'orientació és favorable a nevades i llevantades d'origen atlàntic.
Els últims anys, l'ús de neu artificial ha permès inaugurar la temporada d'esquí a mitjans o finals de novembre, de manera que ofereixen les seves pistes durant 150 dies.
Amb un volum de negoci de 8,4 milions d'euros (temporada 2004-2005), els Angles és el primer centre hivernal de la Catalunya del Nord, per davant de Font-romeu, i el 27è de França. El centre dona feina a uns 110 temporers, així com a més de 50 empleats fixos. L'estació és de titularitat pública.